# 안소니 압다보
안소니 압다보(Anthony Addabbo, 1960년 9월 14일 ~ 2016년 10월 18일)는 미국의 배우, 모델, 각본가, 텔레비전 배우이다.
코럴게이블즈에서 태어났으며 로스앤젤레스에서 사망하였다.

## 영화
- 마이 원 앤 온리 (2009년)
- 레드 슈 다이어리 15: 포비든 존 (2002년) - 가브리엘 역
- 패시픽 블루 (1996년)
- 레드 슈 다이어리 5 (1995년)
- 의뢰인 - 시리즈 (1995년)
- 모델, 경찰, 호스테스 (1992년)
- 비앤비 (1987년)
- 달라스 (1978년)
- 가딩 라이트 (1952년)